# باولا أندريا رودريغيز رويدا
باولا أندريا رودريغيز رويدا (بالإسبانية: Paula Andrea Rodriguez Rueda)‏ هي لاعبة شطرنج كولومبية، ولدت في 7 يوليو 1996 في كولومبيا.

## وصلات خارجية
- باولا أندريا رودريغيز رويدا على موقع الاتحاد الدولي للشطرنج (الإنجليزية)
- باولا أندريا رودريغيز رويدا على موقع مباريات الشطرنج (الإنجليزية)
- باولا أندريا رودريغيز رويدا على موقع 365Chess.com (الإنجليزية)
- باولا أندريا رودريغيز رويدا على موقع Chesstempo.com (الإنجليزية)
- باولا أندريا رودريغيز رويدا على موقع الاتحاد الأمريكي للشطرنج (الإنجليزية)
- باولا أندريا رودريغيز رويدا سجل أولمبياد الشطرنج للسيدات على موقع OlimpBase.org (الإنجليزية)